# Chrpa chlumní

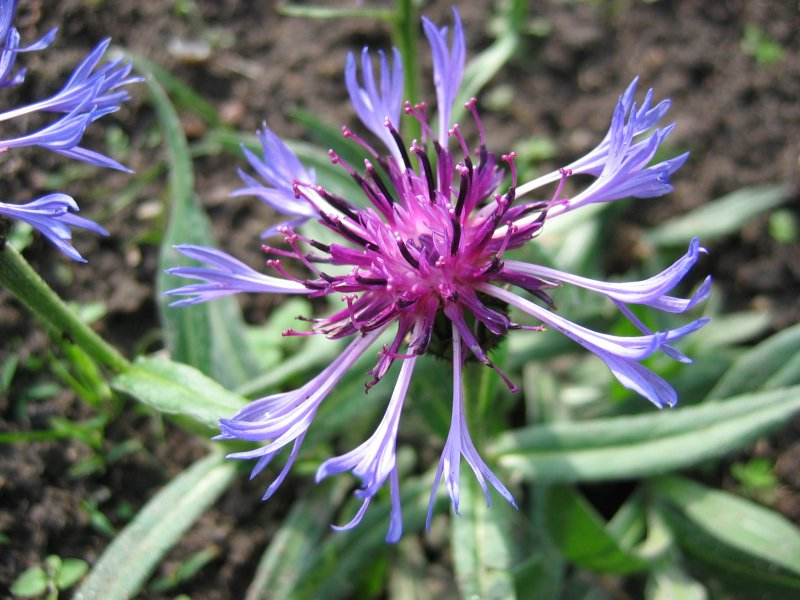
Rozkvetlý květ chrpy chlumní

Chrpa chlumní (Centaurea triumfettii) je bylina s výrazným fialově modrým květem, jeden z téměř 700 druhů rodu chrpa.

## Výskyt
Rostlina poměrně teplomilná, přes české území prochází severní hranice jejího rozšíření. Vyrůstá hlavně v jižní Evropě, na jihozápadě Asie a severozápadě Afriky. Ve střední Evropě je méně častá, vyskytuje se jen ostrůvkovitě. Roste ve stepích, lesostepích, skalnatých stráních, v kamenitých okrajích lesů a suchých luk. Vyžaduje slunná teplá stanoviště a suchou, humózní, dobře propustnou půdu s vápencovým podložím.
V České republice roste lokálně a to převážně jen v teplejších oblastech, ve středních a severozápadních Čechách (od Mostecké a Sokolovské pánve přes Doupovské hory, České středohoří, Český kras, dolní Povltaví až po střední Polabí) a pak na střední a jižní Moravě (od podhůří Českomoravské vrchoviny až po Drahanskou vrchovinu a Bílé Karpaty). Vzácně je dále rozšířena v Čechách v údolí Berounky až po Křivoklátsko a Plzeňskou pahorkatinu a v údolí Vltavy do středního Povltaví.

## Popis
Vytrvalá rostlina se zelenou, slabě plstnatou lodyhou přímou nebo vystoupavou, jednoduchou, někdy nahoře spoře větvenou. Vyrůstá z plazivého oddenku do výše 10 až 40, ojediněle až 80 cm. Tvarově značně proměnlivé listy jsou měkké a šedě plstnaté (někdy jen na rubu), většinou bývají celokrajné a nedělené, zřídka peřenolaločnaté až peřenodílné. Přízemní listy mají krátké řapíky, často vytvářejí růžici a mají tvar podlouhle vejčitý až kopinatý, horní jsou přisedlé, mnohdy mírně objímavé a podlouhle kopinaté.
Květní úbory (4 až 5 cm v průměru) s krátkými stopkami vyrůstají na konci lodyh většinou jednotlivě, někdy bývají obaleny listy. Zákrov je vejčitý až široce vejčitý a je tvořen listeny s trojbokými přívěsky bílé nebo hnědé barvy. Na okrajích mívají listeny třásnité sbíhavé zuby bílé nebo hnědavé, u báze jsou červené. Listeny mají brvy delší než šířka lemu s přívěsky. Prostřední trubkovité oboupohlavné květy jsou červenavé nebo fialové. Okrajové, obvykle sterilní, paprskovité květy bývají modré, fialové nebo řídce i bílé. Rostlina kvete od května do srpna. Plodem jsou nažky dlouhé asi 4 mm s dvouřadým bílým chmýrem kratším než jsou samy.

## Taxonomie
Chrpa chlumní je velice variabilní druh, podle  je Evropě rozpoznáno těchto 13 poddruhů:
- Centaurea triumfetti All. subsp. triumfetti
- Centaurea triumfetti All. subsp. adscendens (Bartl.) Dostál
- Centaurea triumfetti All. subsp. aligera (Gugler) Dostál
- Centaurea triumfetti All. subsp. angelescuii (Grint.) Dostál
- Centaurea triumfetti All. subsp. cana (Sibth. et Sm.) Dostál
- Centaurea triumfetti All. subsp. dominii Dostál
- Centaurea triumfetti All. subsp. lingulata (Lag.) Dostál
- Centaurea triumfetti All. subsp. lugdunensis (Jord.) Dostál
- Centaurea triumfetti All. subsp. novakii (Dostál) Dostál
- Centaurea triumfetti All. subsp. pirinensis (Degen, Urum. et J. Wagner) Dostál
- Centaurea triumfetti All. subsp. semidecurrens (Jord.) Dostál
- Centaurea triumfetti All. subsp. stricta (Waldst. et Kit.) Dostál
- Centaurea triumfetti All. subsp. tanaitica (Klokov) Dostál

Podle  v České republice vyrůstá pouze jediný poddruh
- Chrpa chlumní širolistá (Centaurea triumfettii All. subsp. axillaris) (Willd.) Dostál.

Ne všemi odborníky jsou zjištěné rozdíly mezi těmito podruhy považovány za tak podstatné, aby stačily k vytvoření taxonů na této úrovni, jsou mnohdy považovány za pouhé synonyma druhu Centaurea triumfetti.

## Ohrožení
Chrpa chlumní je pro své zřetelné snižování počtu kvetoucích rostlin a kvůli úbytku stanovišť kde se vyskytuje prohlášena vyhláškou MŽP ČR č. 395/1992 Sb. ve znění vyhl. č. 175/2006 Sb. a "Černým a červeným seznam cévnatých rostlin České republiky z roku 2000" za ohrožený druh.

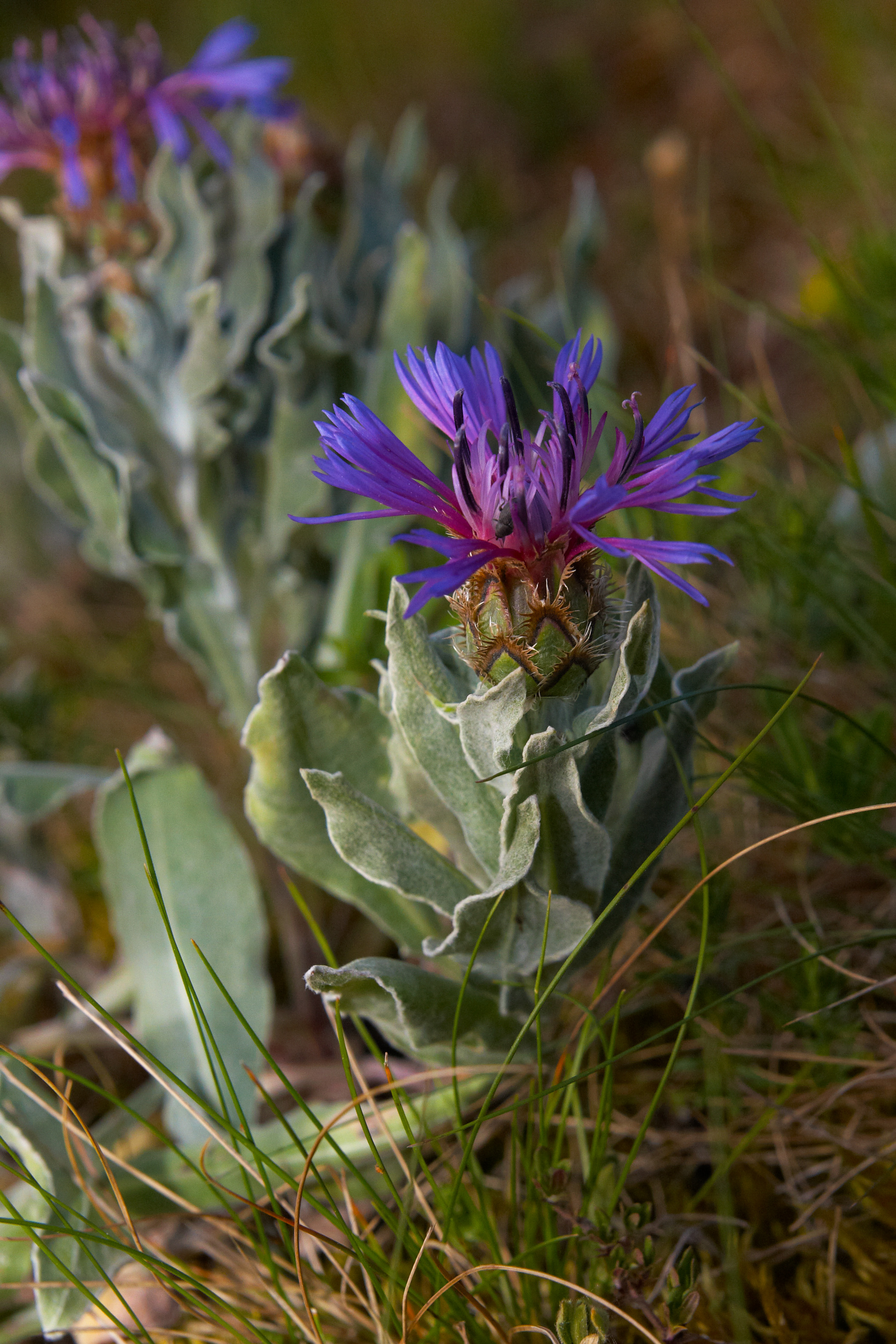
Rostlina s květem na krátké lodyze obaleným listy
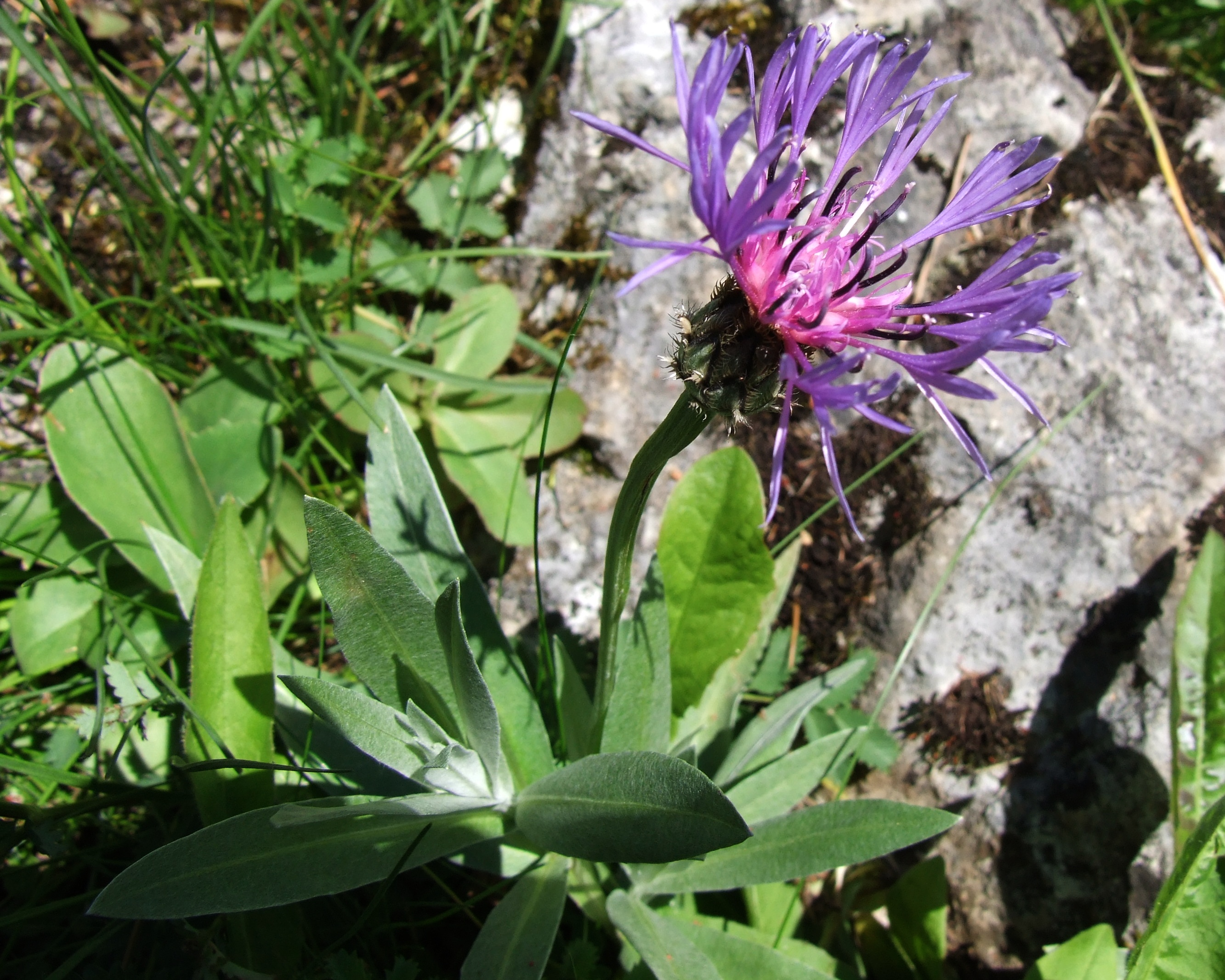
Rostlina s květem na dlouhé lodyze